# 小山真由
小山 真由（こやま まゆ、1991年9月13日 - ）は、日本の女優である。愛知県名古屋市出身。
2016年に文学座演技研究所研究科を卒業。その後、映像を中心に活躍。フリーを経て、2021年4月1日より、オフィスコバックに所属となる。